# Граф Яо

Граф Яо — вид геометричного кістяка, зважений неорієнтований граф, що з'єднує множину геометричних точок, зі властивістю, що для будь-якої пари точок у графі найкоротший шлях між ними має довжину, що не перевищує на сталий множник їхньої евклідової відстані.
Названо на честь Ендрю Яо.

## Опис
Основна ідея побудови двовимірного графа Яо полягає в оточенні кожної точки рівномірно розподіленими променями, які розбивають площину на сектори з рівними кутами, та з'єднанні кожної точки з її найближчими сусідами у кожному з цих секторів. З графом Яо пов'язаний цілочисельний параметр {\displaystyle k\geqslant 6}, який дорівнює числу променів та секторів, описаних вище. Більше значення k дає точніше наближення до евклідової відстані. Коефіцієнт розтягування не перевищує {\displaystyle 1/(\cos \theta -\sin \theta )}, де {\displaystyle \theta } дорівнює куту секторів. Цю ідею можна поширити на множини точок у розмірностях, більших від двох, але зі зростанням розмірності кількість необхідних секторів зростає експоненційно.
Ендрю Яо використав ці графи для побудови евклідових мінімальних кістякових дерев у просторах високої розмірності.

## Програми для малювання графів Яо
- Кістяки на основі конусів у Бібліотеці алгоритмів обчислювальної геометрії (Computational Geometry Algorithms Library, CGAL)[Архівовано 27 березня 2019 у Wayback Machine.]